# نيت ميلر
نيت ميلر (بالإنجليزية: Nate Miller)‏ (3 أغسطس 1963 بفيلادلفيا في الولايات المتحدة - ) هو ملاكم أمريكي، صنّف ضمن فئة وزن الكروزر (ملاكمة).

## إحصائيات
خاض خلال مسيرته 40 نزالا، فاز في 31 وخسر في 9. فاز بالضربة القاضية في 27 نزالا.

## روابط خارجية
- نيت ميلر على موقع بوكس ريك (الإنجليزية) (registration required)